# تاد وارینر
تاد وارینر (انگلیسی: Todd Warriner؛ زادهٔ ۳ ژانویهٔ ۱۹۷۴) بازیکن هاکی روی یخ اهل کانادا است.
از باشگاه‌هایی که در آن بازی کرده‌است می‌توان به فینیکس کایوتیس، فیلادلفیا فلایرز، ونکوور کناکز، و تمپا بی لایتنینگ اشاره کرد.